# 穴ヶ葉山古墳
穴ヶ葉山古墳（あながはやまこふん、穴ヶ葉山1号墳）は、福岡県築上郡上毛町下唐原（しもとうばる）にある古墳。形状は円墳。穴ヶ葉山古墳群を構成する古墳の1つ。国の史跡に指定されている。

## 概要
福岡県東部、山国川西岸の河岸段丘上の丘陵東斜面に築造された大型円墳である。一帯では丘陵裾から丘陵頂部にかけて2号墳・1号墳・3号墳が分布し、穴ヶ葉山古墳群を形成する。1993-1995年（平成5-7年）に発掘調査が実施されている。
墳形は馬蹄形に近い円形で、東西27メートル・南北30メートルを測る。墳丘は東側で2段築成、西側で1段築成。墳丘周囲には最大幅6メートルの周溝が巡らされており、周溝を含めた古墳全体としては東西33メートル・南北42メートルを測る。埋葬施設は両袖式の横穴式石室で、南南西方向に開口する。巨石を使用した大型石室で、壁面には人物・魚・鳥・木葉文などの線刻画が認められており、特に木葉文は全長57センチメートルを測る大きなものになる。石室内の調査では、副葬品として玉類・須恵器（山陰系子持壺・杯など）が検出されている。
この穴ヶ葉山古墳は、古墳時代終末期の7世紀初頭頃の築造と推定される。山国川流域では屈指の巨石古墳であり、『正倉院文書』の「豊前国戸籍」（大宝2年（702年））の上三毛郡塔里に見える渡来系氏族との関係性を指摘する説が挙げられる。
古墳域は1939年（昭和14年）に国の史跡に指定されている。

## 遺跡歴
- 1939年（昭和14年）9月7日、国の史跡に指定[4]。
- 1993-1998年度（平成5-10年度）、保存整備（大平村教育委員会、1999年に報告書刊行）[1]。
  - 1993-1995年（平成5-7年）、発掘調査[2]。

## 埋葬施設

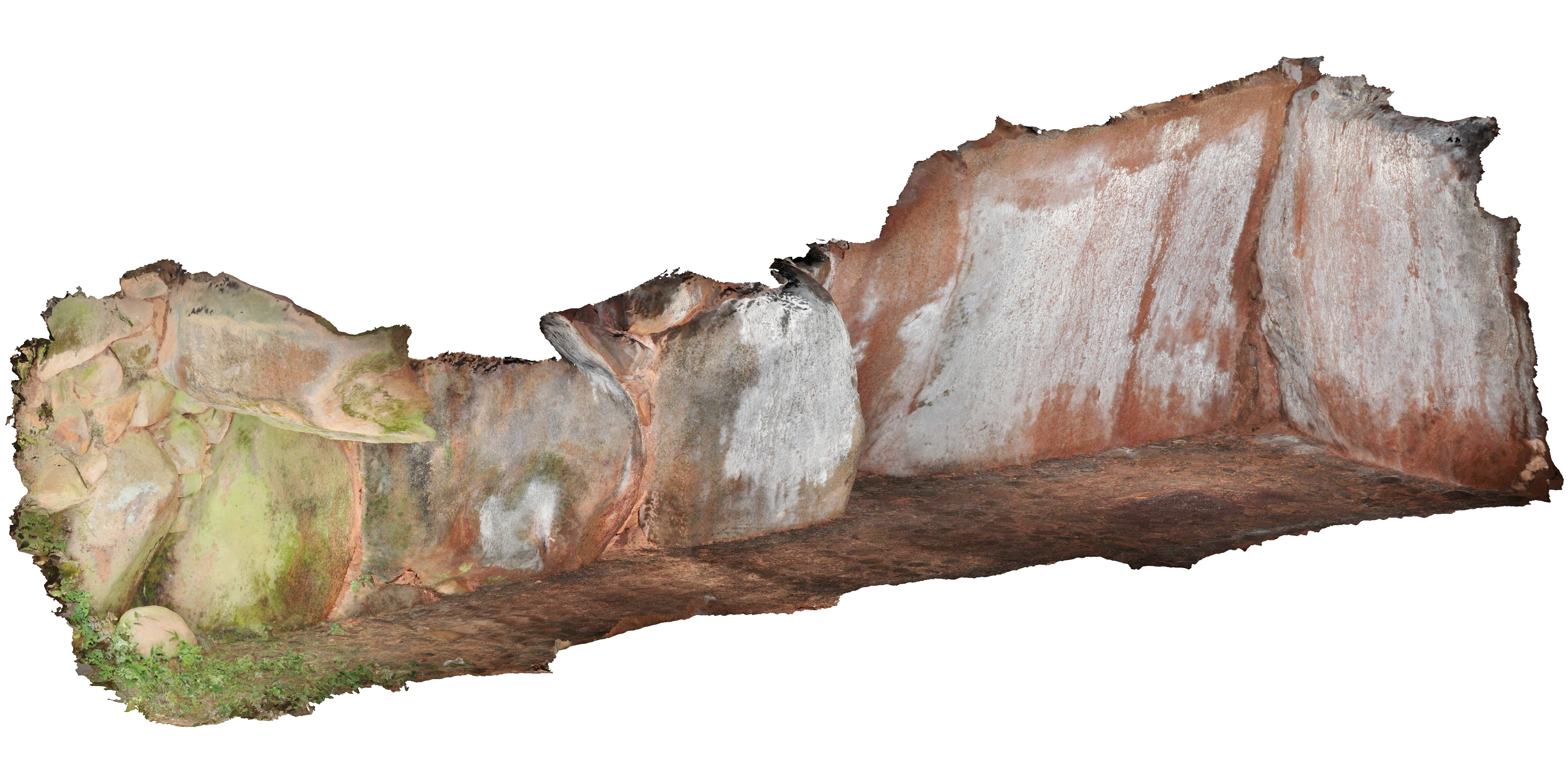
石室俯瞰図

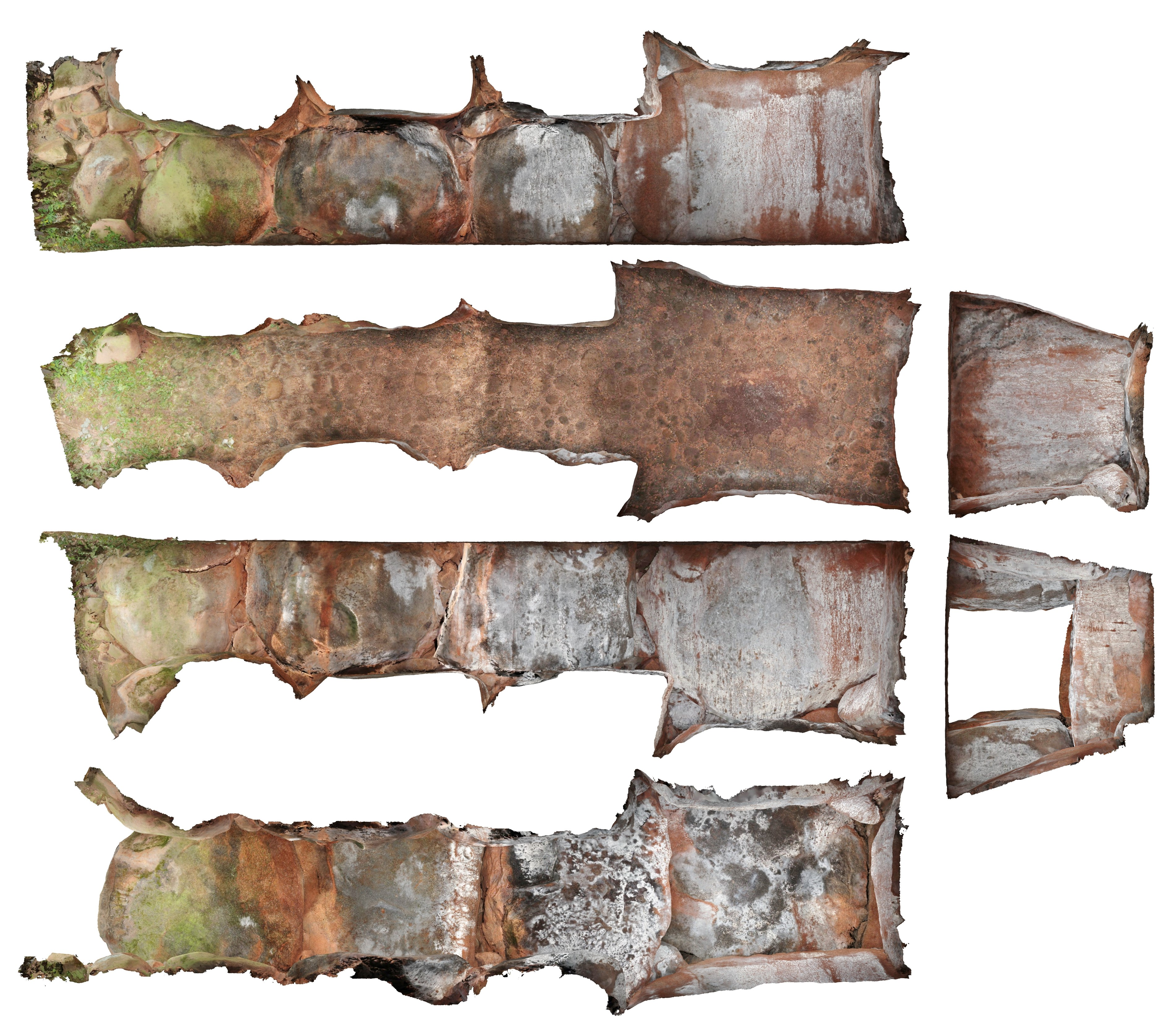
石室展開図

埋葬施設としては両袖式横穴式石室が構築されており、南南西方向に開口する。石室の規模は次の通り。
- 玄室：長さ3.2メートル、幅2.4メートル、高さ2.2メートル
- 羨道：長さ5.4メートル、幅1.2-1.6メートル

壁面には線刻画が認められており、羨門・羨道西壁には魚文・鳥文（いずれも頭部は玄門方向）・木葉文（葉先は下方向）が、羨道東壁には木葉文が描かれる。特に木葉文は全長57センチメートルと大きいものである。
穴ヶ葉山古墳群では、3号墳においても線刻画が認められる。九州地方では彩色壁画による装飾古墳がよく知られるが、本古墳のように線刻壁画のものも分布しており、鳥取県・島根県に見られる線刻古墳（鷺山古墳など）との関係を指摘する説が挙げられる。

## 文化財

### 国の史跡
- 穴ヶ葉山古墳 - 1939年（昭和14年）9月7日指定[4]。

## 関連文献
（記事執筆に使用していない関連文献）
- 『穴ヶ葉山古墳群 -福岡県築上郡大平村所在古墳群の調査-（大平村文化財調査報告書 第3集）』大平村教育委員会、1985年。
- 『史跡穴ヶ葉山古墳 -福岡県築上郡大平村大字下唐原所在古墳の環境整備・調査報告-（大平村文化財調査報告書 第10集）』大平村教育委員会、1999年。